# Rio Chiojdul Mic
O Rio Chiojdul Mic é um rio da Romênia, afluente do Chiojdul, localizado no distrito de Prahova.